# Sis dies de Minneapolis
Els Sis dies de Minneapolis era una cursa de ciclisme en pista, de la modalitat de sis dies, que es corria a Minneapolis (Estats Units d'Amèrica). La seva primera edició data del 1931 i es va disputar set edicions fins al 1936. William Peden, amb tres victòries, és el ciclista que més vegades l'ha guanyat.

## Palmarès
| Any      | Primers                                           | Segons                                    | Tercers                                         |
| -------- | ------------------------------------------------- | ----------------------------------------- | ----------------------------------------------- |
| 1931     | Jules Audy · William Peden                        | Brask Anderson · Bernhard Stübecke        | Pierre Gachon · Henri Lepage                    |
| 1932     | Jules Audy · William Peden                        | Dave Lands · Bobby Thomas                 | Alfred Crossley · Reginald McNamara             |
| 1933     | Henri Lepage · William Peden                      | Jules Audy · Piet van Kempen              | Harry Horan · Freddy Zäch                       |
| 1934     | Reginald Fielding · Piet van Kempen · Heinz Vopel | Henri Lepage · William Peden · Jules Audy | Jimmy Walthour · Alfred Crossley · Ernst Bühler |
| 1935     | Frank Bartell · Fred Ottevaire                    | Jules Audy · Alfred Crossley              | Werner Miethe · Heinz Vopel                     |
| 1936 (1) | Reginald Fielding · Henri Lepage                  | Frank Bartell · Fred Ottevaire            | Mike Defilippo · Frank Keating                  |
| 1936 (2) | Fred Ottevaire · Freddy Zäch                      | George Dempsey · William Peden            | Mike Defilippo · Jerry Rodman                   |